# Albrecht Erhardt

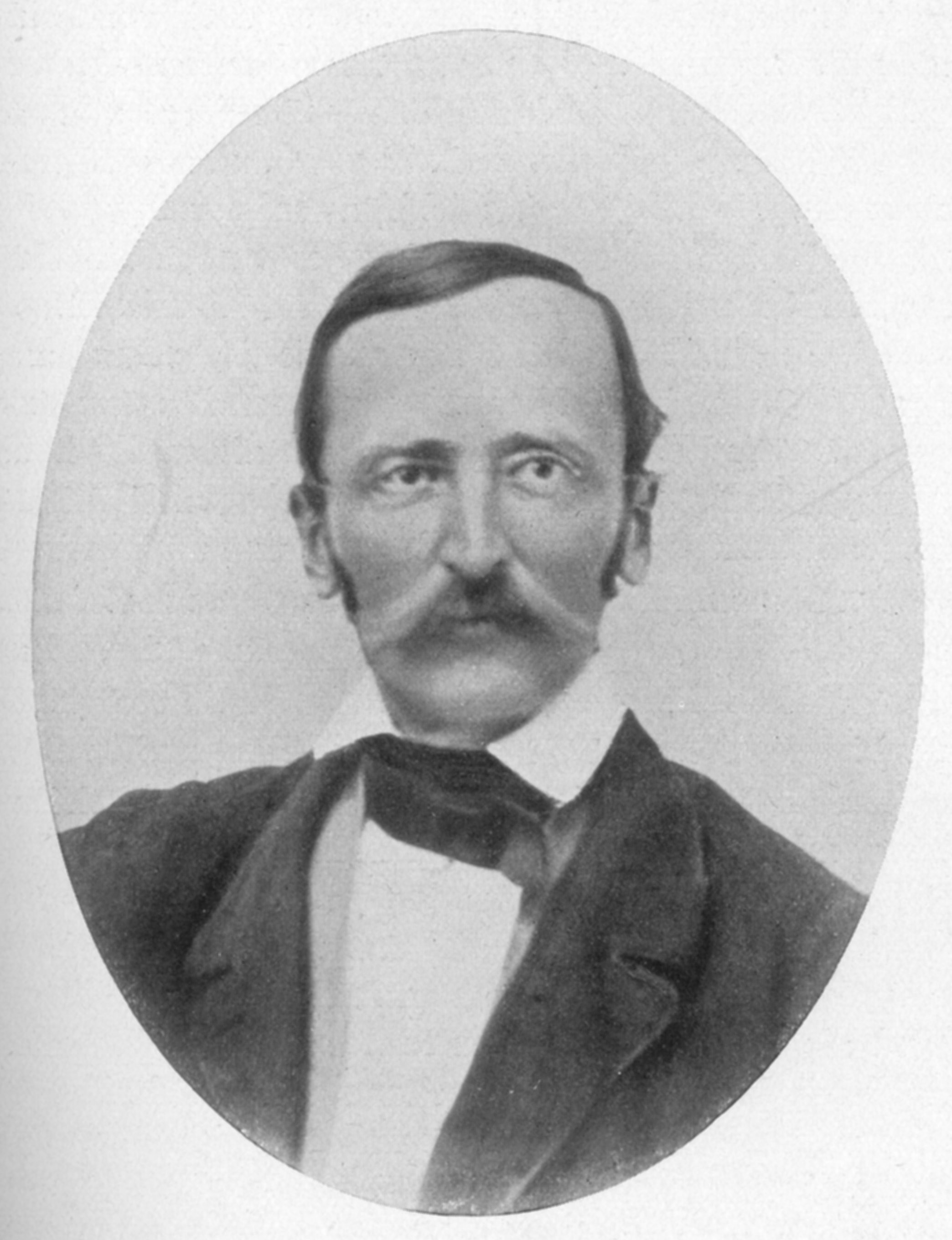
Albrecht Erhardt

Johannes Albrecht Erhardt (* 3. April 1819 in Stuttgart; † 1. Oktober 1897 ebenda) war ein deutscher Eisenhütteningenieur und Oberbergrat sowie Mitglied des Direktoriums der Firma Krupp in Essen. 

## Leben
Erhardt wurde in Stuttgart als dritter Sohn des Hofkochs Matthias Christoph Erhardt (1783–1854) und dessen Ehefrau Maria Rosine Dorn (1780–1845), Tochter eines Zimmermeisters, geboren. Seine Großeltern väterlicherseits waren der Soldat Johannes Michael Erath (* 1722) und Christine Wursterin. Erhardt war katholischer Konfession.
Erhardt war zunächst Schüler am Eberhard-Ludwigs-Gymnasium. Um seinen Entschluss, Berg- und Hüttenmann zu werden, zu verwirklichen, wechselte Erhardt ab der siebten Klasse auf die Stuttgarter Gewerbeschule. Den Schulwechsel und den Berufswunsch musste Erhardt gegen den Willen seines Vaters, der ihn Theologie studieren lassen wollte, durchsetzen. Nach anfänglichen Schwierigkeiten entwickelte er sich zum sehr guten Schüler. In Anschluss an die Schulausbildung arbeitete er zwei Jahre als Assistent für Chemie und Physik an der Gewerbeschule. Von 1838 bis 1840 war Erhardt Kontrolleur der Silber- und Goldproben in der Stuttgarter Münze. Erhardt legte 1838 die erste Dienstprüfung und 1842 die zweite Dienstprüfung im Berg- und Hüttenfach ab. 1840 trat Erhardt eine Stelle als Assistent unter Friedrich von Alberti in der Saline Wilhelmshall an. Von dort wurde er 1843 als Assistent nach Königsbronn versetzt. Auf der vorgeschriebenen Abschlussreise seiner Ausbildung lernte Erhardt die Industriewerke der Franche-Comté, des Saargebietes, des Mittelrheins, und des Siegerlandes kennen.
Am 22. Mai 1848 heiratete Erhardt in Heidenheim an der Brenz Bertha Henriette Luise Kausler (1829–1896). Diese war die Tochter von Friedrich Kausler (1798–1874), Oberamtmann in Heidenheim, und dessen Ehefrau Auguste Knapp (1801–1872), die die Schwester des württembergischen Finanzministers Christian von Knapp war. Aus der Ehe gingen zwei Töchter und drei Söhne hervor: Ernestine Bertha (* 1849), die 1869 den Richard Johann Wilhelm Julius Lorenz heiratete, Marie Julie (* 1850), die 1872 den Hüttenverwaltungsassistenten Paul Hermann Mayer, den Sohn des Reichstagsabgeordneten Friedrich Eduard Mayer heiratete, Robert, der später Hüttendirektor in München wurde, Eugen, der deutscher Konsul in Bilbao war, und Carl Albrecht (1855–1927).
Erhardts eigenes praktisches Wirken begann er ab Ende 1843 in Assistentenstellen in den rivalisierenden württembergischen Hüttenwerken Königsbronn und Wasseralfingen. 1847 ernannte ihn die Regierung zum Hüttenverwalter von Königsbronn. 1853 wurde ihm die Leitung des Hüttenwerks Wasseralfingen übertragen. Erhardt gab dem Werk eine neue Struktur durch den Bau einer modernen mechanischen Werkstätte, eines Puddelwerks, eines Stabeisen-, eines Schienen- und eines Bandagenwalzwerkes. Den Bau eines Stahlwerkes lehnte Erhardt ab, obwohl der glanzvolle Aufstieg der europäischen Stahlindustrie nicht ohne Eindruck auf ihn blieb. Erhardt unternahm in seiner Zeit als Hüttenverwalter viele Studienreisen nach England, Schottland, Frankreich und Belgien. Er besuchte mehrfach die Weltausstellungen. Auf seinen Reisen lernte er neue Methoden der Eisenverarbeitung kennen, die er daraufhin in Wasseralfingen einführte.
Im Herbst 1876 entschied Erhardt sich von seiner Schöpfung zu trennen und auf Einladung von Alfred Krupp nach Essen zu gehen. Anlässlich seiner Entlassung aus dem Staatsdienst wurde er zum Oberbergrat ernannt. Bei Krupp trat er sodann in die Leitung der Gussstahlfabrik in Essen ein. Zudem unterstanden ihm bei Krupp bis 1887 der technische Betrieb, die Berg- und Hüttenwerke und die Rohstoffbeschaffung.

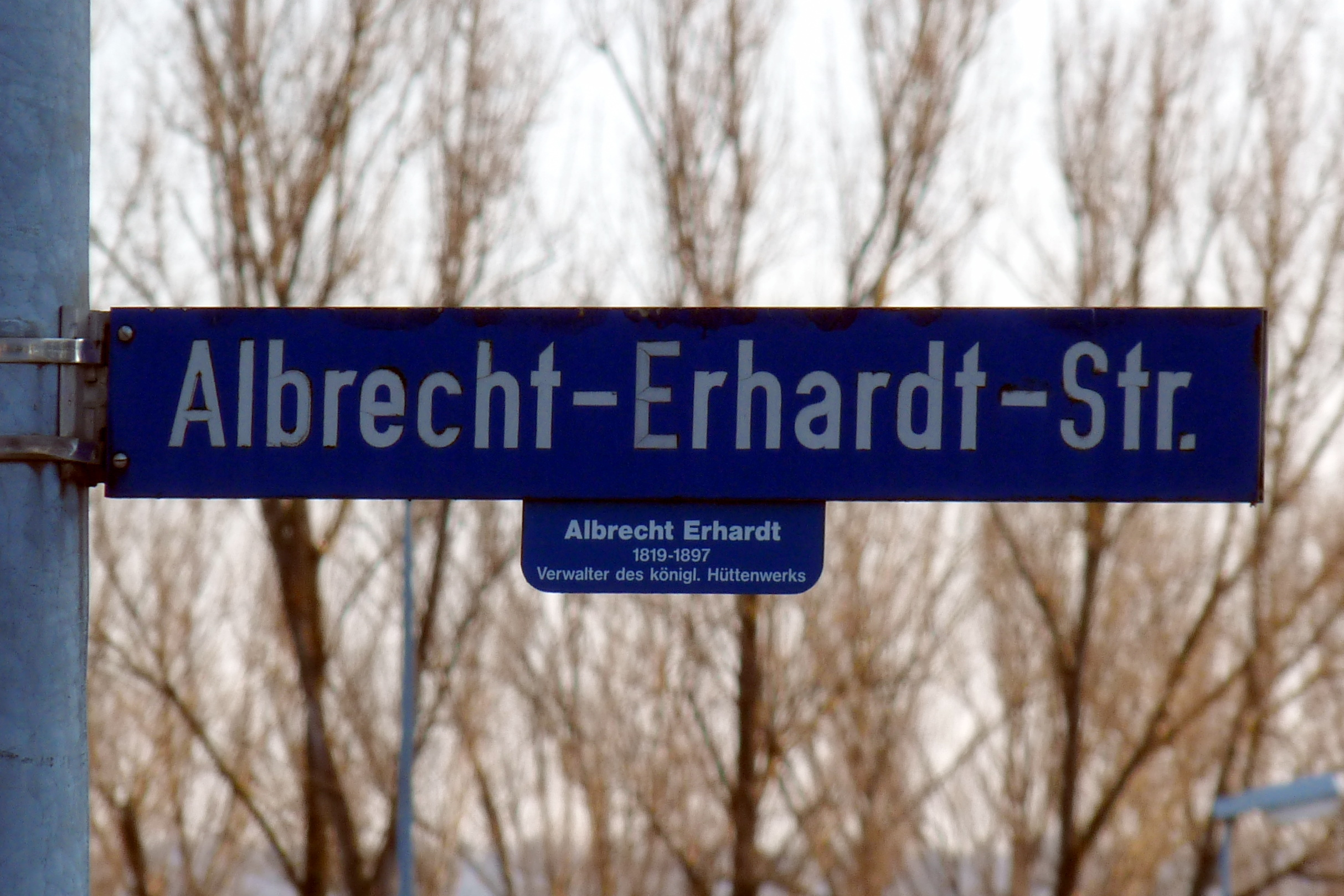
Albrecht-Erhardt-Straße in Aalen

1887 setzte sich Erhardt zur Ruhe und lebte bis zu seinem Tod in seine Geburtsstadt Stuttgart.

## Auszeichnungen
- 1856 wurde Erhardt Ritter I. Klasse des Friedrichs-Ordens.[6]
- 1872 erhielt er das Ritterkreuz des Ordens der Württembergischen Krone
- 1891 wurde Erhardt Ehrenmitglied des württembergischen Bergrates
- In Aalen wurde eine Straße nach Albrecht Erhardt benannt.